# Quartier de la Porte-Saint-Denis
Ne doit pas être confondu avec Quartier de la Porte-Saint-Martin.
Le quartier de la Porte-Saint-Denis est le 38e quartier administratif de Paris, situé dans le 10e arrondissement, nommé ainsi en raison de sa proximité avec la porte Saint-Denis.

## Situation et accès
Il est délimité, depuis 1860, au sud par le boulevard de Bonne-Nouvelle, au nord par le boulevard de Magenta et la rue de Chabrol, à l'ouest par la rue du Faubourg-Poissonnière (jusqu'à l'angle de la rue La Fayette), et à l'est par le boulevard de Strasbourg.
Il est desservi sur sa périphérie du sud au nord et de l'est à l'ouest par les lignes de métro 4, 8, 9 à la station Strasbourg-Saint-Denis, par les lignes  8 et 9 à la station Bonne Nouvelle, par la ligne 4 à la station Château d'Eau, par les lignes 4, 5, 7 à la station Gare de l'Est (à proximité) et par la ligne 7 à la station Poissonnière.
La proximité immédiate des deux gares ferroviaires, du Nord et de l'Est, donne au quartier de très grandes facilités de transports, aux échelles urbaine, nationale et internationale.
Le réseau viaire dominant, nord-sud, est constitué parallèlement aux rues du Faubourg Saint-Denis et du Faubourg Poissonnière, radiales voire « cardinales » parisiennes très anciennes, de deux autres voies plus récentes, la rue d'Hauteville (fin du XVIIIe et le boulevard de Strasbourg (milieu du XIXe, création d'Haussmann). Ces quatre voies sont, de jour surtout, mais aussi en début de nuit, très fréquentées par les véhicules à moteurs autant que par les piétons et vélos. Elles sont coupées ou croisées par des rues est-ouest, plus calmes, parallèles aux boulevards de Bonne Nouvelle et Saint-Denis, aménagés quant à eux sur l'emplacement de l'ancienne enceinte médiévale du roi de France Charles V. Parmi celles-ci, la plus animée, la rue des Petites Ecuries, qui traverse en son milieu tout le quartier (s'appelant rue du Château d'eau, entre la rue du Faubourg Saint-Denis et le boulevard de Strasbourg, avant de rejoindre vers l'Est la Place de la République) a été ouverte en 1780 sur le tracé du grand égout de ceinture (suivant le fossé de drainage des marais de l'ancien bras de la Seine, fossé couvert en 1769). Les Petites Ecuries royales elles-mêmes étaient alors à l'emplacement de l'actuelle Cour des Petites Ecuries.

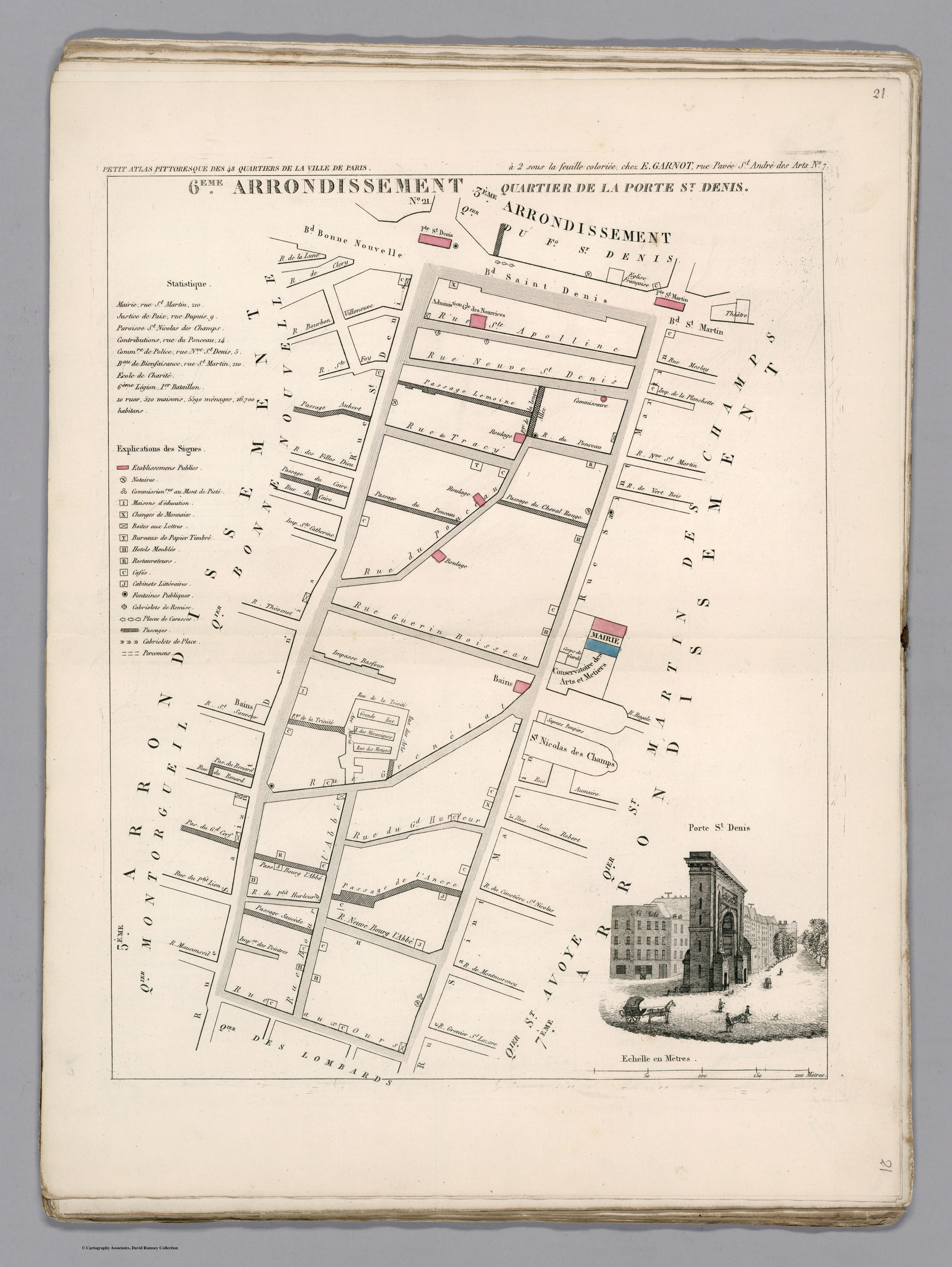
Plan du quartier de la Porte Saint Denis dans l'ancien 6e arrondissement en 1834.

Le parcellaire le plus ancien (rue du Faubourg Saint-Denis) est constitué de longs terrains étroits perpendiculaires aux rues. Dans le nord du quartier, les rues les plus récentes ont été créées à la fin du XVIIIe siècle, loties et bâties surtout à partir de 1821. Elles desservent de grands îlots, composés, derrière les façades sur rues en pierre, en plâtre, plus rarement en fer et briques, de bâtiments de hauteurs variables et d'époques diverses séparés par des cours. La majorité de ce bâti a été construit entre 1850 et 1950 environ. Quelques rares immeubles ont été insérés dans les alignements dans la deuxième moitié du XXe siècle, ponctuellement, à l'exception de deux petits ensembles sur un court segment de la rue de Paradis. Hormis la caserne de la Nouvelle France (aujourd'hui occupée par la Garde républicaine, entre les rues du Faubourg Poissonnière et d'Hauteville), le quartier ne comporte aucune grande emprise territoriale d'établissement institutionnel public ou privé. Les derniers bâtiments vestiges de la vaste emprise de l'ancien Enclos Saint-Lazare (voir section « Histoire » ci-après) sont affectés à divers équipements publics administratifs (Poste), sociaux, éducatifs, sportifs et culturels, sans liens entre eux, dans une volumétrie variée liée par de petits espaces plantés et des aires de jeux. À proximité se trouve le seul espace vert public accessible sur le territoire du quartier, le square Alban-Satragne, entre rue du Faubourg-Saint-Denis et boulevard Magenta. De taille réduite, il est aménagé principalement au-dessus d'un parc public souterrain de stationnement d'automobiles, et ne comporte donc que très peu d'arbres de haute tige. Il est prolongé, en bordure de la rue du Faubourg Saint-Denis, par des terre-pleins engazonnés occupés partiellement par un jardin partagé non entretenu (Square Alban Satragne sur le site de la mairie de Paris).
À titre indicatif, en août 2015, dans le zonage des 80 quartiers établi par la ville de Paris pour indiquer le montant maximum autorisé des loyers, le quartier est classé en zone 5 sur 14 zones à montant décroissant, donc parmi les loyers plutôt élevés, similaires à ceux des quartiers Saint-Georges ou du Faubourg Montmartre (9e arr.) ou encore des Halles (2e arr.).